# Salsola rubescens
Salsola rubescens là loài thực vật có hoa thuộc họ Dền. Loài này được Franch. miêu tả khoa học đầu tiên năm 1882.